# Ольховка (Ачитский муниципальный округ)
Ольховка — деревня в Ачитском городском округе Свердловской области России.

## История
Деревня Ольховка была образована решением Свердловского облисполкома № 339 от 13 мая 1959 года и упразднена решением № 1099 от 30 декабря 1976 года.
Однако 15 июля 2010 года она была вновь образована (в непосредственном подчинении районного центра).
В августе 2022 года Дума Ачитского городского округа провела опрос местного населения по вопросу присвоения наименования населённого пункта «деревня Ольховка». В сентябре 2022 года предложение администрации Ачитского городского округа о присвоении наименования «деревня Ольховка» было направлено на рассмотрение в правительство Свердловской области и утверждено 27 сентября 2022 года.
В марте 2023 года наименование Ольховка было утверждено правительством РФ.